# ジョイマート

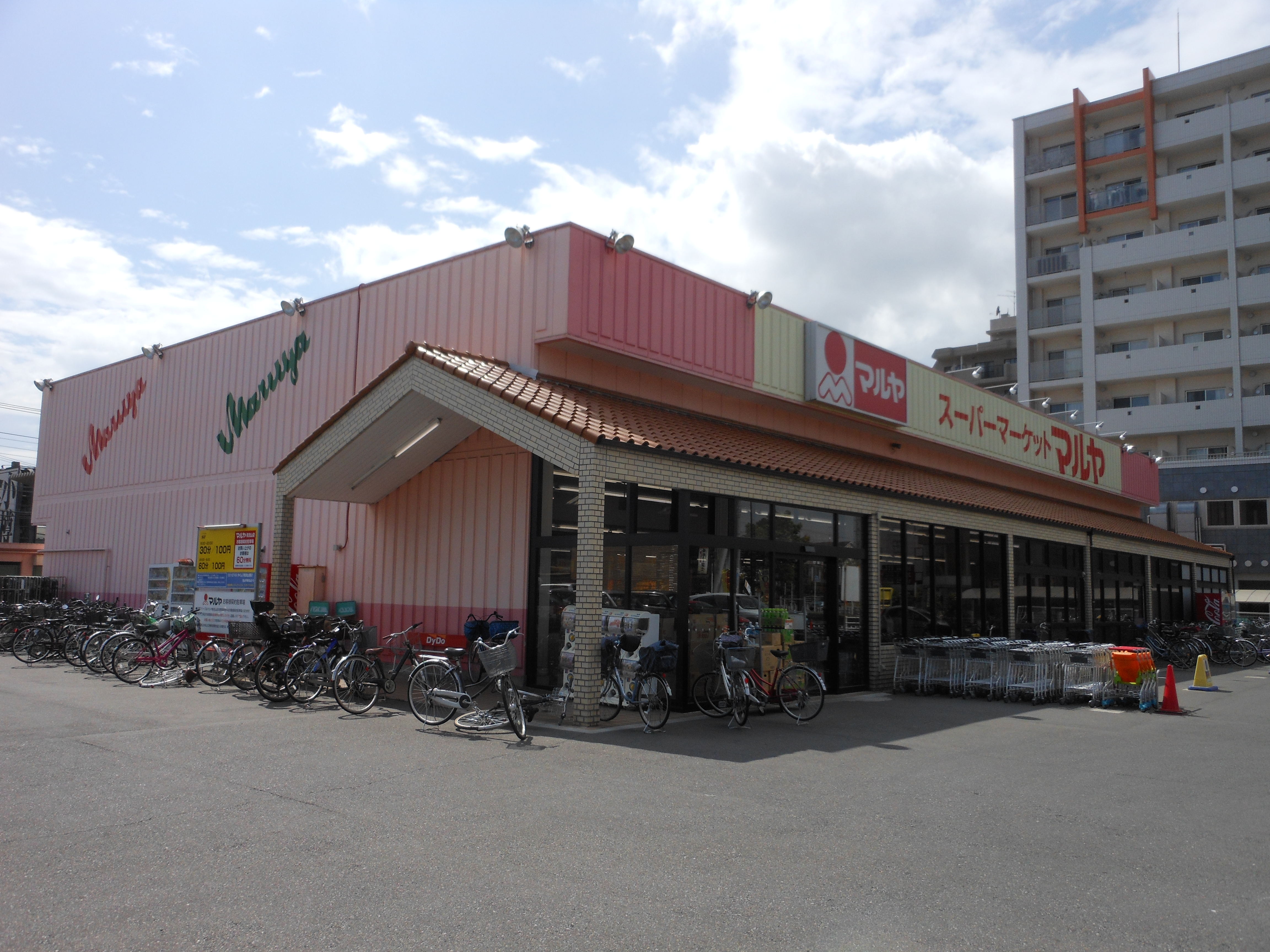
マルヤ店舗例（南流山店、千葉県流山市）

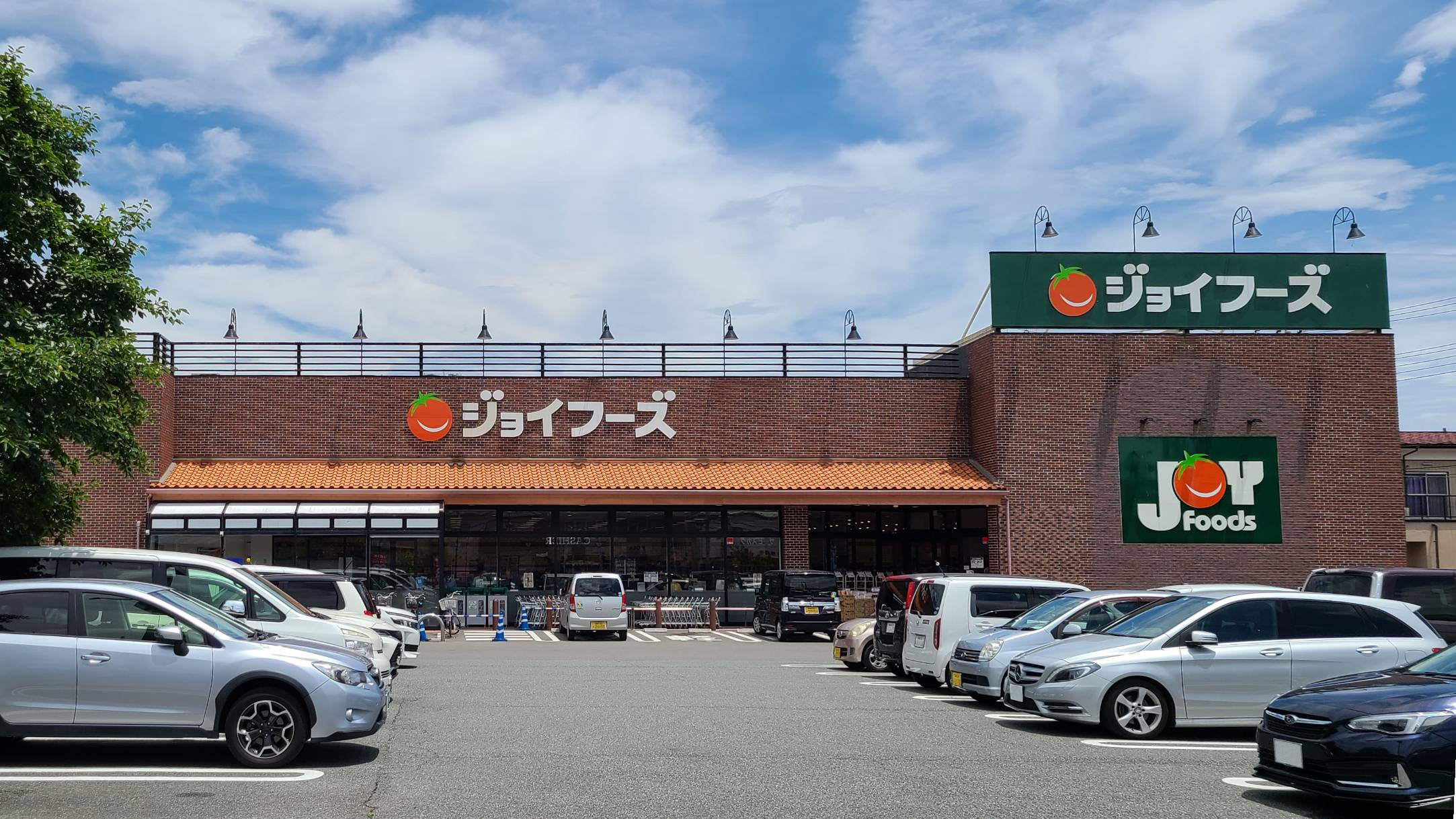
ジョイフーズ店舗例（高崎西店、群馬県高崎市）

株式会社ジョイマート（英: JOY MART CO., LTD.）は、「マルヤ」「ヤマグチスーパー」「アタック」「VERY FOODS尾張屋」「フジマート」などのブランドでスーパーマーケットチェーンを運営するゼンショーホールディングスの子会社。CGCグループに加盟。
本稿では、ジョイマートの1ブランドであるマルヤについても記述する。

## 概要
日本の高度経済成長期に、埼玉県・千葉県が東京のベッドタウンとして宅地開発され、それにより人口が急増した地域にマルヤも店舗展開することで成長を続けた。平成に入ってからは、茨城県・栃木県にも進出するようになり、東京証券取引所2部上場を果たすなど、会社の急成長は著しいものがあった。
2003年、食品スーパーマーケット事業とは別に外食産業事業に参入し、和食ファーストフード「味豊」を開店させる。2005年には「株式会社グランヴェール」（登記上はマルヤと同一住所）を設立しコンビニエンスストア事業に参入。
「ダウンタウン99」という名称の生鮮コンビニを出店して東京都内への事業進出を図ったが、「SHOP99」と店舗名称を巡って提訴され、グランヴェール（マルヤ）側が店舗名称を「ダウンタウン」に変更することにより和解した。その後、コンビニエンスストア事業の経営は不調が続き、グランヴェールを清算した上でマルヤの事業部の一部として置かれたが、グランヴェールの会社清算がマルヤ全体の経営に足を引っ張ることとなり、コンビニ事業は失敗に終わった。
2007年2月期の決算作業中に、監査法人から商品仕入れ取引や期末商品在庫残高について不適切な会計処理があると指摘された。この件により有価証券報告書の提出遅延が発生したため、2007年5月に東京証券取引所の監理ポストに割り当てられる。
この件をもって創業者一族（新井家）が経営陣から一線を退き、1976年入社の折原昭が代表取締役に昇格して、経営不振が続くマルヤの再建を図ることとなった。パート社員の比率を高めた人件費削減・仕入れ見直しによる廃棄ロス削減・不採算店舗の閉鎖などのリストラ策を進めたが、既存店の落ち込みが非常に深刻なために、抜本的な経営安定化には至らなかった。
2007年12月、リサ・パートナーズが運営するファンドと、埼玉りそな銀行を引き受け先とする第三者割当増資を行うことを発表した。資金面による支援の他に、外部から役員の派遣を受け入れることも発表しており、これらの役員により運営の指導や改善が行われたが、経営不振は継続した。
2012年10月3日、ゼンショーホールディングスが株式公開買付けによる子会社化を発表。同年11月8日に78.67％の株式を取得し、当社はゼンショーホールディングスの子会社となった。2013年10月2日には、代表取締役が折原昭からゼンショーホールディングスが派遣した乾祐哉に交代している。さらに2013年12月20日、ゼンショーホールディングスは株式交換により、中間持株会社日本リテールホールディングスを介し完全子会社とすることを発表した。
2021年3月31日付で、マルヤを存続会社として、ゼンショーグループであるマルエイ、尾張屋、フレッシュコーポレーション、アタックの4社を吸収合併したと同時に、商号を株式会社ジョイマートへ変更した。マルヤはジョイマートの1ブランドとして存続する。
母体であるマルヤは、埼玉県春日部市のさいたま東部市場（さいたま春日部市場）内に本社と配送センターを置き、埼玉県、千葉県、茨城県、栃木県に店舗を展開している。埼玉県では東武伊勢崎線・東武日光線・東武野田線沿線の住宅地に多く出店しており、千葉県では東葛飾地域を中心に出店している。吸収合併されたマルエイ、尾張屋、フレッシュコーポレーション、アタックの店舗も含めれば、ジョイマートが出店している地域は東京都、埼玉県、千葉県、茨城県、栃木県、群馬県の関東地方1都5県に及ぶ。

## 沿革
- 1962年（昭和37年）8月 - 埼玉県春日部市粕壁6110番地に有限会社マルヤストアを設立。
- 1967年（昭和42年）9月 - 埼玉県春日部市樋堀339-1に本部事務所及び配送センターを開設。
- 1973年（昭和48年）12月 - 組織変更し、株式会社マルヤを設立。
- 1976年（昭和51年）9月 - マルヤ社員組合（現・マルヤユニオン）結成。
- 1980年（昭和55年）10月 - 千葉県へ初の進出（川間店開設）。
- 1981年（昭和56年）6月 - 日本チェーンストア協会に入会。
- 1983年（昭和58年）7月 - マルヤのシンボルマークおよび社歌を制定。
- 1988年（昭和63年）3月 - 本部集中型としては日本初となるPOSシステムを全店一括導入（30店以上）。
- 1990年（平成2年）5月 - 埼玉県浦和市（現・さいたま市）にあるサンフーズ株式会社を吸収合併。
- 1992年（平成4年）7月 - 株式会社マルヤトータルサービス設立。
- 1994年（平成6年）6月 - 株式 店頭公開。
- 1995年（平成7年）8月 - 東京証券取引所2部上場。
- 1996年（平成8年）3月 - 子会社 株式会社マルヤカーゴを設立。
- 2003年（平成15年）10月 - 和食ファーストフード「味豊」一号店を越谷市千間台に開設（その後閉店）。
- 2005年（平成17年）6月 - 子会社 株式会社グランヴェールを設立。コンビニエンスストア事業に参入（その後解散）。
- 2012年（平成24年）11月 - ゼンショーホールディングスの子会社となる。
- 2013年（平成25年）11月 - 株式会社山口本店の事業を譲受け。
- 2014年（平成26年）3月 - ゼンショーホールディングスの完全子会社である日本リテールホールディングスの完全子会社となり、上場廃止。
- 2015年（平成27年）2月 - CGCグループ加盟[3]。
- 2016年（平成28年）6月 - 株式会社ベル・ヤマグチを吸収合併。
- 2021年（令和3年）3月 - 株式会社マルヤを存続会社として、株式会社マルエイ、株式会社尾張屋、株式会社フレッシュコーポレーション、株式会社アタックを吸収合併したと同時に、株式会社日本SSからジョイフーズの運営を移管。株式会社マルヤの商号を株式会社ジョイマートへ変更。

## 事業所
- 本社 - 埼玉県春日部市小渕243
- 群馬支社 - 群馬県太田市新井町517-6 オオタコアビル1F（旧：フレッシュコーポレーション本社）
- マルエイカンパニー - 千葉県市原市能満1851-1（旧：マルエイ本社）
- 尾張屋カンパニー - 千葉県木更津市新田3-2-30（旧：尾張屋本社）
- アタック事務所 - 東京都江戸川区篠崎町4-6-12（旧：アタック事務所）

## ブランド一覧
旧マルヤ（現 ジョイマート）
- マルヤ
- ジョイフーズ

旧フレッシュコーポレーション
- フジマート
- アバンセ
- マルシェ

旧マルエイ
- マルエイ

旧尾張屋
- VERY FOODS owariya −尾張屋−

旧アタック
- アタック

## 店舗
旧：マルエイ、旧：尾張屋、旧：フレッシュコーポレーション、旧：アタックから継承した店舗は当該項を参照。